# Kate Melton
Kaitylin "Kate" Henry Melton (23 de Junho de 1992, Oklahoma City, Estados Unidos) é uma atriz e coaching americana, mais conhecida por seu papel como Daphne Blake no filme Scooby-Doo! The Mystery Begins (2009) e sua continuação Scooby-Doo! Curse of the Lake Monster (2010).

## Biografia
Kate começou sua carreira ao começar a imitar os filmes que via desde criança, brevemente antes de se mudar para Los Angeles. Ao iniciar seus 13 anos, Kate começou a persistir e se firmou na carreira de atriz. Ela é 5 '8 "(1,73 m) de altura. Melton foi eleita pela revista americana The Fame´s Life a atriz adolescente mais bonita.
Atualmente, ela trabalha como coaching, ensinando aos jovens como se tornar um ator e conseguir papéis na TV.

## Filmografia
| Filme     | Filme                                      | Filme        | Filme                         |
| Ano       | Filme                                      | Papel        | Notas                         |
| --------- | ------------------------------------------ | ------------ | ----------------------------- |
| 2005      | Agora Você Vê                              | Courtney     |                               |
| 2007      | Shredderman - Justiceiro dos Nerds         | Jamie        | Filme Original da Nickelodeon |
| 2009      | Scooby-Doo! O Mistério Começa              | Daphne Blake | Papel principal, reprisado    |
| 2010      | Scooby-Doo e a Maldição do Monstro do Lago | Daphne Blake | Continuação do papel          |
| Televisão |                                            |              |                               |
| Ano       | Título                                     | Papel        | Notas                         |
| 2004      | ER                                         | Sarah        | 1 episódio                    |
| 2005      | Drake e Josh                               | Mary         | 3 episódios                   |
| 2007      | iCarly                                     | Kim          |                               |
| 2008      | CSI: Miami                                 | Jordan       | Atriz Convidada               |